# NGC 2143
NGC 2143 – gromada otwarta znajdująca się w gwiazdozbiorze Oriona. Odkrył ją John Herschel 2 lutego 1831 roku. Jest położona w odległości ok. 2,6 tys. lat świetlnych od Słońca.